# Lala Schallplatten
Lala Schallplatten (Eigenschreibweise lala schallplatten) ist ein deutsches Musiklabel mit Sitz in Leipzig. Es wurde 2008 von Tobias Streng gegründet, der drei Jahre später mit David Bischoff zusätzlich das Musikstudio lala studios ins Leben rief. Den Vertrieb übernimmt Broken Silence. Das Label veröffentlicht hauptsächlich Studioalben von Indie-Rock- und Punk-Bands hat mit Live at Lala Studios aber auch live im Studio aufgenommene Tonträger von Bands wie Senore Matze Rossi und Tigeryouth auf den Markt gebracht.

## Veröffentlichungen (Auswahl)
- Die BlumentoPferde – Helden der Provinz (2015)
- Willy Fog – Harlekin Geisterpfeifenfisch (2014)
- Käfer K – Von scheiternden Mühen (2011)
- Krawehl – Krawehl (2017)
- Meijar – Meijar (2021)
- Senore Matze Rossi – Live at Lala Studios (2012)
- Tigeryouth – Live at Lala Studios (2012)
- Zoi!s – Wieder fremd (2019)